# Linh dương hoẵng Weyns
Cephalophus weynsi là một loài động vật có vú trong họ Bovidae, bộ Artiodactyla. Loài này được Thomas mô tả năm 1901.

## Hình ảnh

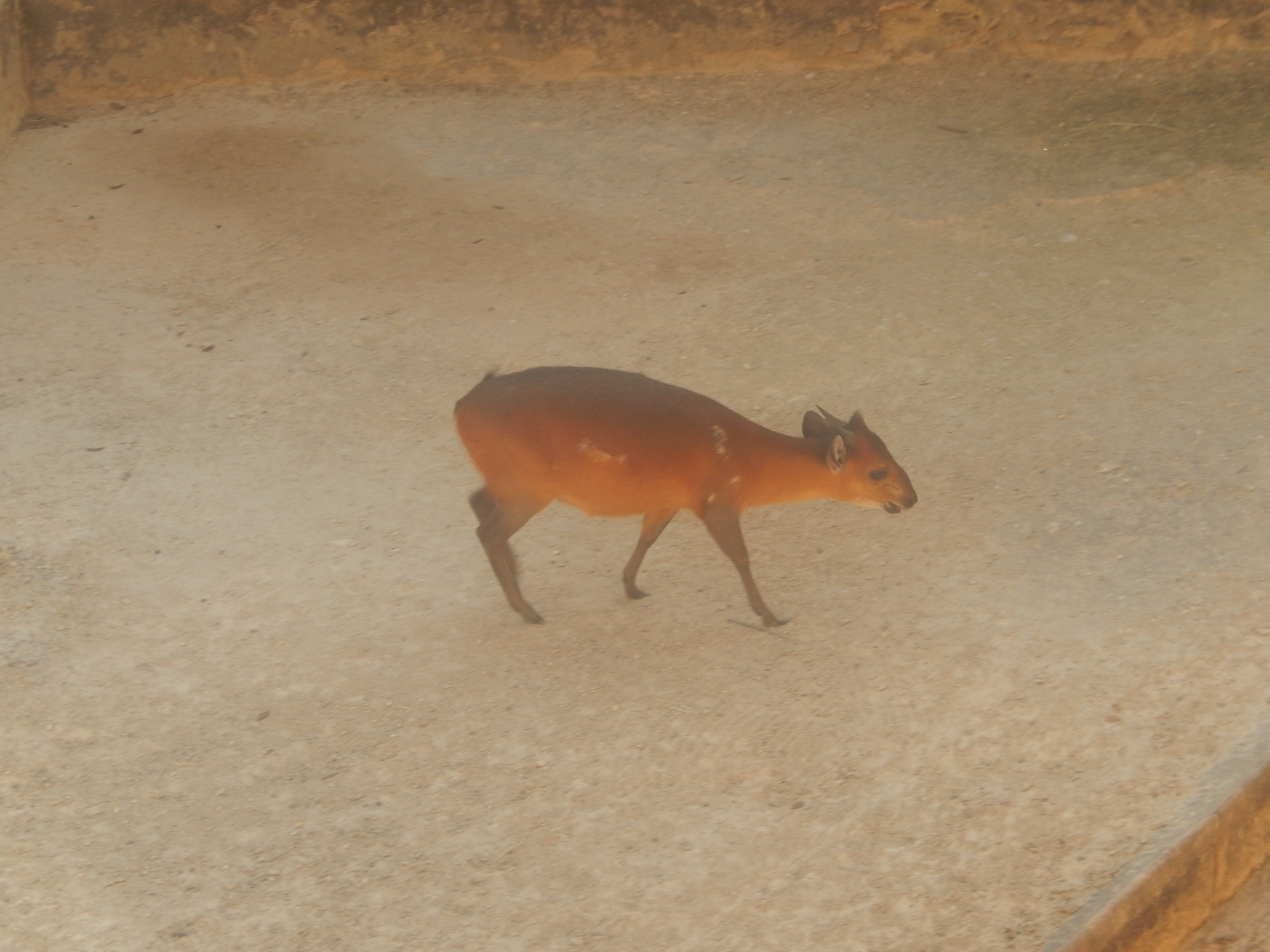